# Monascus pilosus
Monascus pilosus är en svampart som beskrevs av K. Satô ex D. Hawksw. & Pitt 1983. Monascus pilosus ingår i släktet Monascus och familjen Monascaceae.   Inga underarter finns listade i Catalogue of Life.